# 我𠄼市社
我𠄼市社（越南语：／），又译“阿南市社”，是越南朔庄省下辖的一個市社。

## 名稱釋義
我𠄼，在《南圻六省地輿志》中又作“五岐”，指第五條河道。

## 地理
我𠄼市社北接后江省隆美市社和隆美县，西接薄寮省洪民县，南接薄寮省福隆县，东接美秀县和盛治县。

## 历史
2010年4月22日，我𠄼市镇被评定为四级城镇。
2013年12月29日，我𠄼县改制为我𠄼市社；我𠄼市镇改制为第一坊，隆新社改制为第二坊，永边社改制为第三坊。

## 行政区划
我𠄼市社下辖3坊5社，市社人民委员会位于第一坊。
- 第一坊（Phường 1）
- 第二坊（Phường 2）
- 第三坊（Phường 3）
- 隆平社（Xã Long Bình）
- 美平社（Xã Mỹ Bình）
- 美贵社（Xã Mỹ Quới）
- 新隆社（Xã Tân Long）
- 永贵社（Xã Vĩnh Quới）